# Ferienfieber
Ferienfieber ist ein Schweizer Film des Regisseurs This Lüscher aus dem Jahr 2004. Das Drehbuch schrieb This Lüscher zusammen mit Beat Schlatter.

## Handlung
Marcel Huber und seine Familie buchen eine Reise nach Rom, als ihnen am Flughafen Kloten mitgeteilt wird, dass die Familie eine Zimmerreservation im Hotel Roma in Amsterdam gebucht hat. Anschliessend fliegt die Familie Huber nach Amsterdam.
Das miese Hotel befindet sich im Amsterdamer Rotlichtquartier. Unterdessen streiten sich die Eltern, ob Zoggeli schnitzen oder Kunstausstellungen besuchen interessanter sei. Auch Tochter Nicole  hat Pech, denn sie verliebt sich unglücklich in den dortigen Liftboy, und Sohn Sämi isst Nicoles Haschischkuchen und halluziniert nach dem Konsum.
Der niederländisch-schweizerische Jaap vermittelt der Schweizer Familie ein besseres Hotel und lädt Marcel für einen Spaziergang durch die Gassen ein. Wegen des luxuriösen Lebensstils Jaaps überlegt sich Marcel, bei einem Nachtclub-Projekt als Investor tätig zu werden. Da aber nur seine Frau Jasmin über die nötigen finanziellen Mittel verfügt, wickelt Jaap sie in privater wie auch auf geschäftlicher Ebene um den Finger. Nach dem Bekanntwerden der Affäre bricht der Ehekrach endgültig aus.